# کاساپر
کاساپِر (به مجاری:  Kaszaper) یک منطقهٔ مسکونی در مجارستان است که در ناحیه مزوکواچ‌هازا واقع شده‌است. کاساپر ۳۳٫۲۸ کیلومتر مربع مساحت و ۱٬۹۳۳ نفر جمعیت دارد.